# Lex Jacoby
Alex 'Lex' Jacoby (Junglinster, 28 de febrer de 1930 – 21 de novembre de 2015) fou un escriptor luxemburguès. Al llarg de la seva carrera ha escrit novel·la, poesia, obres de teatre i articles per a diversos diaris. Tot i que les seves primeres obres van ser escrites en francès, posteriorment Jacoby passaria a escriure només en alemany. Abans de dedicar-se exclusivament a la carrera d'escriptor, Jacoby era professor a Clervaux. El 1996 va guanyar el Premi Servais per la seva obra Wasserzeichen.

## Obra
- Die Sehnsucht des Schamanen (1952)
- Der Fremde (1954)
- Le Pavot Blanc (1963)
- Luxemburg (1963)
- Der Grenzstein (1963)
- Nachts gehen die Fische an Land (1980)
- Das Logbuch der Arche (1988)
- Der fromme Staub der Feldwege (1990)
- Spanien heiter bis wolkig (1994)
- Wasserzeichen (1995)
- Remis in der Provence (2000)
- Wie nicht ganz schwarzer Kohlenstein (2001)
- Die Deponie (2006)